# الجفين
عين الجفين عين قديمة مجاورة لعين ابن هذال في منطقة القصيم بالسعودية، وأصبحت الآن أحد أحياء محافظة المذنب، وتبعد عنها نحو عشر كيلومترات جهة الشمال الشرقي، ويرجع تاريخها إلى أكثر من 150 سنة، وتملكها أسرة الرمضي من العسوم من القعدان من الخمشة من ولد سليمان من قبيلة عنزة الوائلية، ولا زالوا فيها حتى الآن، وقد كانت عين الجفين قديمًا موردًا للماء يقصده الجميع، ولا تزال العين تجود بالماء، وهي مذكورة في أكثر من كتاب للمؤرخين.